# Зволен (Полша)
Зво̀лен (на полски: Zwoleń) е град в Източна Полша, Мазовско войводство. Административен център е на Зволенски окръг, както и на градско-селската Зволенска община. Заема площ от 15,91 км2. Към 2011 година населението му възлиза на 7 958 души.